# Konstantynów (powiat opoczyński)
Konstantynów – wieś w Polsce położona w województwie łódzkim, w powiecie opoczyńskim, w gminie Mniszków.
| SIMC    | Nazwa    | Rodzaj    |
| ------- | -------- | --------- |
| 1039599 | Stefanów | część wsi |

W latach 1975–1998 miejscowość należała administracyjnie do województwa piotrkowskiego.
Wierni Kościoła rzymskokatolickiego należą do parafii Narodzenia NMP i św. Mikołaja w Błogich Szlacheckich.

## Osoby związane z miejscowością
- Adam Kszczot – lekkoatleta specjalizujący się w biegu na 800 metrów. Halowy mistrz Europy z Goeteborga.